# Emin Alper
Pour les articles homonymes, voir Alper.
Emin Alper, né en 13 août 1974 à Karaman en Turquie, est un réalisateur de cinéma turc.

## Biographie
Emin Alper étudie l'économie avant de faire une thèse en histoire contemporaine et devenir professeur d’histoire contemporaine à l'université du Bosphore. Pendant ses années universitaires, il compte parmi les membres actifs du club cinéma des étudiants de l'établissement.
Cinéphile depuis son adolescence, il ne poursuit pas dans ce domaine car le financement du cinéma turc dans les années 1990 rend difficile la possibilité d'y faire carrière. Il écrit toutefois des scénarios de films qui restent sans suite. À partir des années 2000, le ministère de la Culture turc développe un programme pour financer des films. Alper réalise deux courts-métrages : Mektup en 2005 et Rifat en 2006,,.
Alper joue aussi dans deux courts-métrages : Apartman de Seyfi Teoman en 2004 et Çarpisma d'Umut Aral en 2005.
Il écrit et réalise son premier film Derrière la colline (Tepenin ardı) en 2012. Celui-ci est récompensé par le Prix du meilleur premier film de la Berlinale de 2012. La même année, il obtient aussi le prix du meilleur film au Asia Pacific Screen Award.
Alper est aussi enseignant à l'université technique d'Istanbul.
Lors de la présentation de Burning Days au festival de Cannes 2022, l’équipe du film demande la libération de la productrice du film, Cigdem Mater, condamnée en avril à dix-huit ans de prison, et des personnes, accusées comme elle d’avoir “organisé et financé” la révolte anti-Erdogan du parc de Gezi en 2013.
Il critique en 2023 le président Recep Tayyip Erdogan dont il juge le gouvernement « corrompu et autoritaire ».
Selon Norbert Creutz, du Temps, à la suite de la sortie de Burning Days, « après ses illustres aînés Nuri Bilge Ceylan et Semih Kaplanoglu, Emin Alper, né en 1974, les a aujourd’hui rejoints au rang des cinéastes qui font briller la Turquie au niveau international ».

## Filmographie

### Réalisateur
- 2005 : The Letter (Mektup), court-métrage
- 2006 : Rifat, court-métrage
- 2012 : Derrière la colline (Tepenin ardı)
- 2015 : Abluka : Suspicions (Abluka)
- 2019 : Les Sœurs (Kız Kardeşler)
- 2022 : Burning Days (Kurak Günler)

### Scénariste
- 2005 : The Letter, court-métrage
- 2006 : Rifat, court-métrage
- 2012 : Derrière la colline
- 2015 : Abluka : Suspicions

### Producteur
- 2012 : Derrière la colline

## Distinctions
- 2012 : prix du meilleur premier film de la Berlinale – mention spéciale en 2012.
- 2012 : prix du meilleur film au Asia Pacific Screen Award
- 2022 : pour le film "Burning Days", qui a été présenté au Festival de Cannes 2022, dans la section Un certain regard, 
  - Festival international du film d'Ankara 2022 :
    - Meilleur film en compétition nationale
    - Meilleur acteur pour Selahattin Pasali
    - Meilleure actrice dans un second rôle pour Selin Yeninci
    - Meilleur scénario

  - Meilleur montage
  - Festival international du film d'Antalya 2022[9] :
    - Meilleur réalisateur
    - Meilleur acteur pour Selahattin Pasali
    - Meilleur acteur dans un second rôle pour Erol Babaogl
    - Meilleure photographie
    - Meilleur montage

  - Prix du cinéma européen 2022 : Prix du montage européen
  - Festival du film de Pula 2022 : Meilleur film en compétition internationale[9]
  - Festival international du film de Thessalonique 2022 : Prix du public, dans la catégorie production des Balkans